# Baqin
Baqin (tiếng Ả Rập: بقين) hoặc Buqayn là một Syria làng ở huyện Al-Zabadani của Rif Dimashq. Theo Cục Thống kê Trung ương Syria (CBS), Baqin có dân số 1.866 người trong cuộc điều tra dân số năm 2004. Cư dân của nó chủ yếu là người Hồi giáo Sunni.